# Richard Friday
Richard Emeka Friday, född 16 februari 2000, är en nigeriansk fotbollsspelare som spelar för uzbekiska Dinamo Samarqand. Han har tidigare bland annat representerat Örebro SK och Gais i Allsvenskan.

## Karriär
Inför säsongen 2019 kom Friday till lettiska FK Liepāja. Den 20 juni 2019 gjorde han ett hattrick i en 4–0-vinst över FK Ventspils. Friday spelade fyra matcher i kvalomgångarna i Europa League 2019/2020 (två mot Dinamo Minsk och två mot IFK Norrköping). Han vann även lettiska cupen 2020. Inför säsongen 2021 värvades Friday av Spartaks Jūrmala.
Den 11 augusti 2021 lånades Friday ut till Örebro SK på ett låneavtal över resten av säsongen 2021. Friday gjorde allsvensk debut den 28 augusti 2021 i en 2–0-förlust mot AIK, där han blev inbytt i den 59:e minuten mot Martin Broberg.
I mars 2022 lånades Friday ut till Gais, som då spelade i Ettan Södra. I augusti 2022 blev han klar för en permanent övergång till klubben och skrev på ett kontrakt fram över säsongen 2024 med Gais. Efter en trevande start blev han under säsongen 2023 en viktig spelare för Gais och gjorde fyra mål på 17 matcher i Superettan, men i en match mot IK Brage i augusti 2023 råkade han ut för en korsbandsskada och missade resten av säsongen. Han kom tillbaka i spel under sommaren 2024 och gjorde under hösten tre inhopp och en start för Gais i Allsvenskan, men efter säsongen fick han inte förnyat kontrakt och lämnade klubben. I februari 2025 skrev han på för den uzbekiska klubben Dinamo Samarqand.

## Meriter
FK Liepāja
- Lettiska cupen: 2020